# Alejo Bruix
Alexis Vital Joseph, barón de Bruix, llamado Alejo Bruix en Sudamérica (Brest, Francia, c. 1790 - Callao, Perú, 1825), fue un militar francés que participó en las campañas napoleónicas en el 5.º Regimiento de Chasseurs a Cheval (Cazadores a caballo), y como jefe de caballería del Ejército de los Andes en Chile y de la expedición libertadora del Perú.

## Guerras napoleónicas
Hijo de Étienne Eustache Bruix, almirante francés derrotado en la batalla de Abukir durante las guerras napoleónicas, Alexis se alistó en el ejército como oficial de la Guardia Imperial, combatiendo en la campaña de Rusia. Llegó a ser paje del emperador francés, adquiriendo el título de barón.
Después de la batalla de Waterloo y al igual que otros oficiales franceses, Alejo y su hermano mayor Eustaquio Bruix pasaron a Buenos Aires, donde arribaron el 14 de junio de 1818, y tres días más tarde ofrecieron sus servicios para combatir contra el Imperio español. En el mismo buque viajaron también Juan José Dauxión Lavaisse, Benjamín Viel y Federico Brandsen.

## En América
El 14 de julio de 1818, Alexis fue destinado a combatir en el Ejército de los Andes con el nombramiento de sargento mayor de caballería de línea. Los dos Bruix fueron dados de alta en el Ejército de los Andes después de la batalla de Chacabuco, en el Regimiento de Granaderos a Caballo. Ambos lucharon en Cancha Rayada y Maipú, hicieron la Segunda campaña al sur de Chile y pelearon con los Granaderos a caballo en la Batalla de Bío Bío, en la que Eustaquio Bruix murió en combate, atravesado por una bala de cañón.
Alejo se unió a la Expedición Libertadora del Perú; entró con el general José de San Martín en Lima y se destacó en la toma del puerto y castillos del Callao. A continuación, hizo la campaña de Quito con Andrés de Santa Cruz y Juan Lavalle, distinguiéndose en Riobamba y Pichincha y obteniendo el ascenso a teniente coronel.
Durante las campañas de Simón Bolívar en el Perú, se amotinaron los Granaderos, uniéndose a la sublevación del Callao, en protesta por el pésimo trato que recibían de su jefe, el general Enrique Martínez. Los amotinados se cambiaron de bando, entregando la plaza fuerte a los realistas. Bruix, al saber de la sublevación se dirigió al frente de un piquete de granaderos a caballo en busca de las fuerzas de Bolívar, salvándolos del amotinamiento. Luego de reunirse con los granaderos comandados por Bogado, fue nombrado jefe del escuadrón remanente del Regimiento de Granaderos a Caballo de los Andes por Bolívar, renombrado desde ese momento como Granaderos de los Andes.

Al señor General don Cirilo Correa.

S. E. el Libertador, Encargado del Poder Dictatorial del Perú se ha servido ascender á Coronel al Teniente Coronel don Alejo Bruix, Comandante de los Granaderos Montados de los Andes. S. E. no ha podido ménos que recompensar los servicios que este Jefe ha hecho al Perú, y espera que US. lo recomiende á su Gobierno para obtener su aprobación. En el entretanto, el Coronel Bruix conservando el mando efectivo de Granaderos Montados de los Andes, será considerado como Coronel en el Perú, sin que por esto deje de pertenecer ni á su ejército, ni á su nación.

Dios etc.—Trujillo, 11 de abril de 1824.

J. Gabriel Pérez.
Ascenso a coronel

El 20 de noviembre de 1824 se dio orden para que el coronel Bruix fuese puesto al mando de una columna peruana destinada a reforzar al ejército comandado por el general Antonio José de Sucre, quedando al mando, durante la marcha de la columna, y en ausencia de Bruix, su segundo el teniente coronel José Félix Bogado, quién después de la batalla de Ayacucho condujo los Granaderos de retorno a su país. Una versión afirma que Bruix se destacó en Ayacucho al frente del 1.º Escuadrón de Húsares de Junín. Aunque en esa misma versión el escuadrón de Granaderos a Caballo de los Andes no existe formando parte del Orden de Batalla de los combatientes en Ayacucho, así como tampoco están en el parte oficial de batalla de Antonio José de Sucre. Otra versión afirma que Bruix estuvo al mando de los Granaderos a Caballo durante la batalla de Ayacucho.
De regreso a Lima, se unió al sitio contra la fortaleza del Callao, último reducto que quedaba a los realistas en el Perú, y que junto a Chiloé, aún resistían en América continental después de la derrota de Ayacucho. A fines de 1825, mientras operaba contra la plaza – que capitularía el 23 de enero de 1826 – cayó del caballo y su cabeza golpeó contra unas rocas, muriendo instantáneamente.